# Michał Grynberg

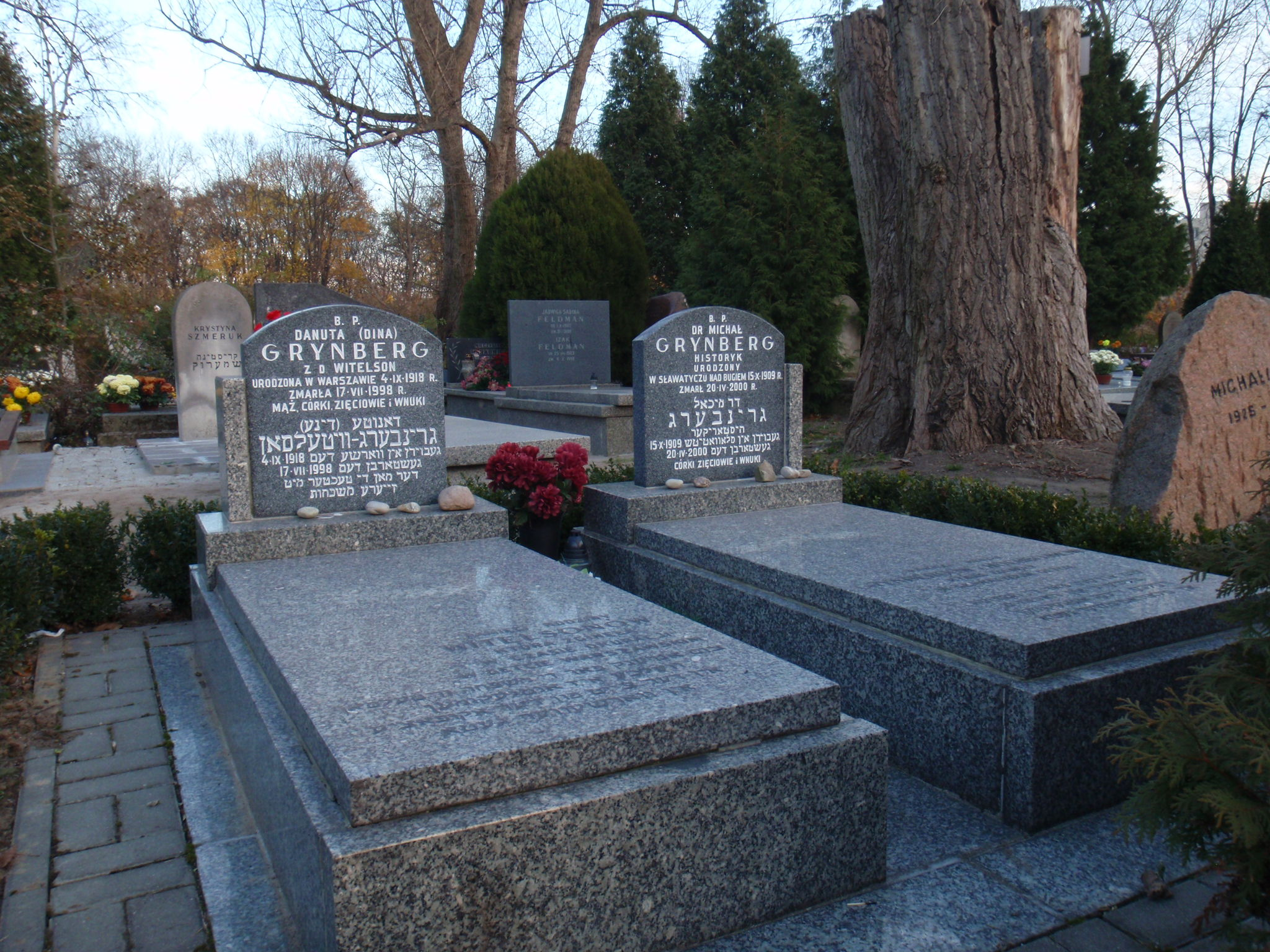
Grób Michała i Danuty Grynbergów na cmentarzu żydowskim w Warszawie

Michał Grynberg, pierwotnie Majer Grynberg (jid. מיכאל גרינבערג; ur. 15 października 1909 w Sławatyczach, zm. 20 kwietnia 2000 w Warszawie) – polski historyk żydowskiego pochodzenia, wieloletni pracownik naukowy Żydowskiego Instytutu Historycznego; doktor nauk historycznych.

## Życiorys
Urodził się w Sławatyczach w rodzinie żydowskiej, jako syn Borysa Grynberga i Gitli z domu Blumsztajn. Po ukończeniu szkoły został nauczycielem. Od 1932 był członkiem Komunistycznej Partii Polski, za działanie w której spędził trzy lata w więzieniach sanacyjnych. Okres II wojny światowej spędził w Związku Radzieckim. W latach 1942–1945 służył w Armii Czerwonej, z którą wrócił do Polski. Po zakończeniu wojny wstąpił do Polskiej Partii Robotniczej. Został przewodniczącym Komitetu Żydowskiego w Legnicy, a od 1950 pracował w Centralnym Urzędzie Drobnej Wytwórczości. W 1968 po antysemickiej nagonce, będącej następstwem wydarzeń marcowych, został pracownikiem Żydowskiego Instytutu Historycznego. Specjalizował się w historii polskich Żydów w XX wieku.
Pochowany jest na cmentarzu żydowskim przy ulicy Okopowej w Warszawie (kwatera 2).

## Wybrane publikacje
- 2000: Sławatycze, domu mój... O życiu i zagładzie Żydów w Sławatyczach. Losy autora
- 1993: Księga sprawiedliwych
- 1986: Żydowska spółdzielczość pracy w Polsce w latach 1945–1949
- 1984: Żydzi w rejencji ciechanowskiej 1939–1942